# Indoleon fluctosus
Indoleon fluctosus är en insektsart som först beskrevs av C.-k. Yang et al in Huang et al. 1988.  Indoleon fluctosus ingår i släktet Indoleon och familjen myrlejonsländor. Inga underarter finns listade i Catalogue of Life.